# Ołdrzychowice Kłodzkie

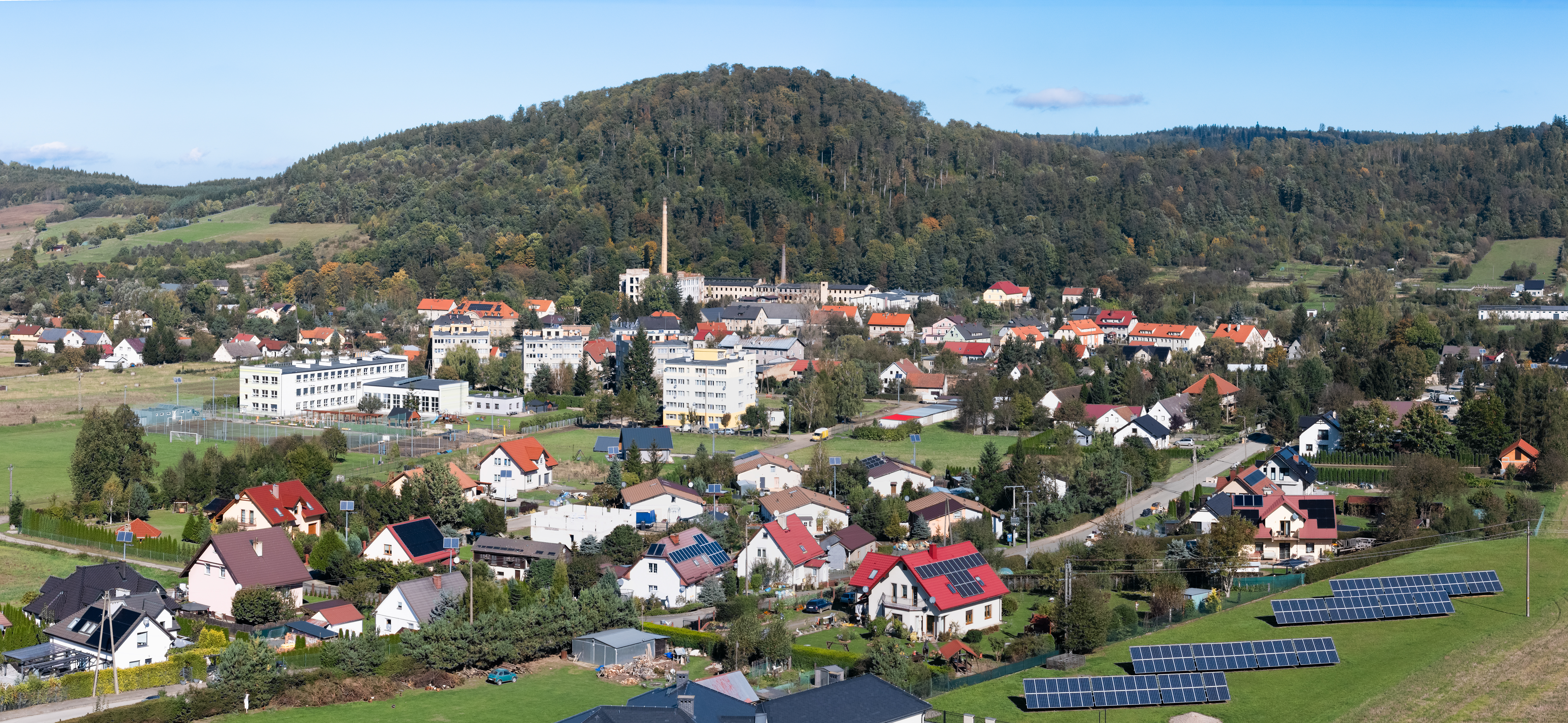
Panorama Ołdrzychowic Kłodzkich

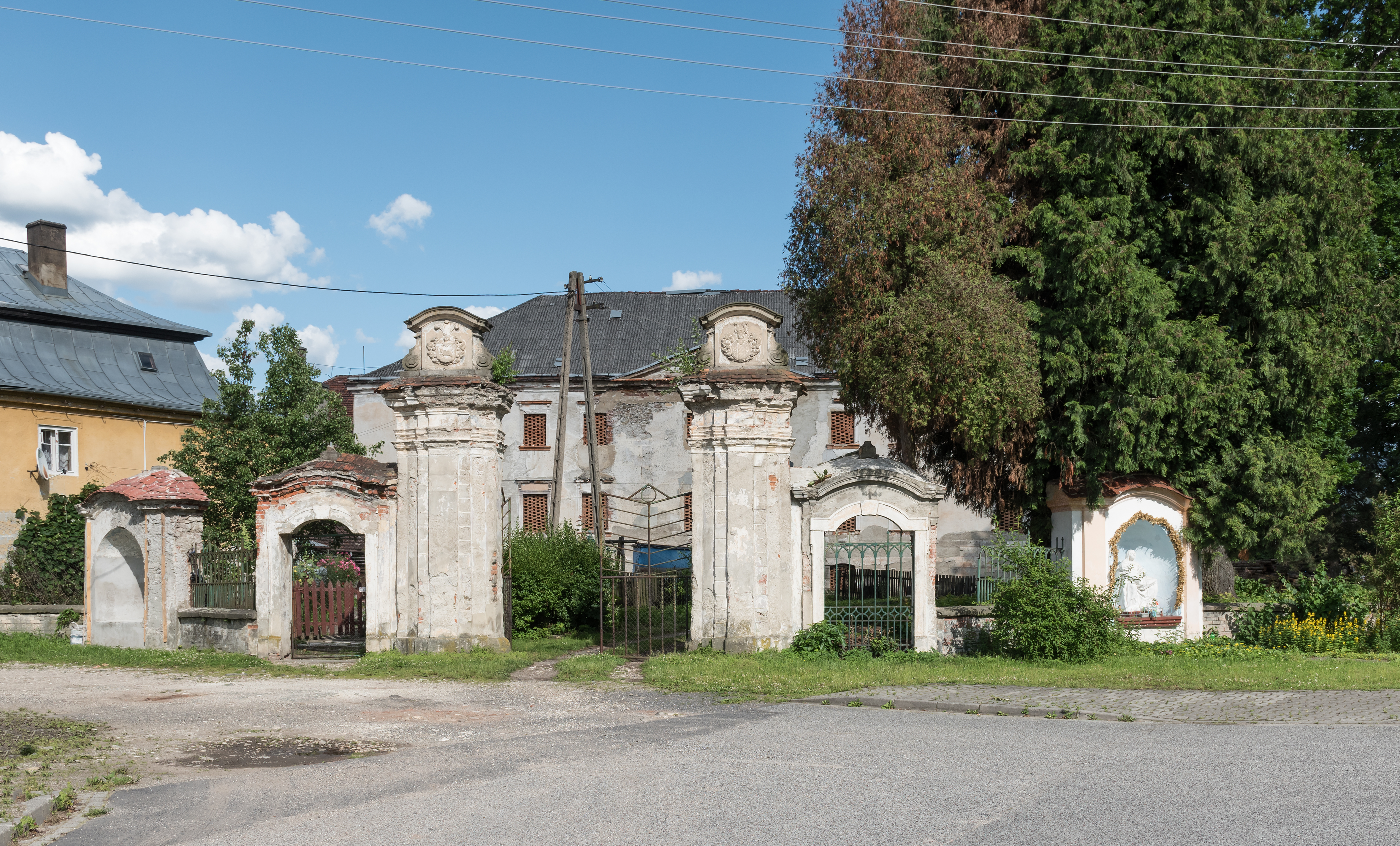
Pałac Magnisów w Ołdrzychowicach Kł.

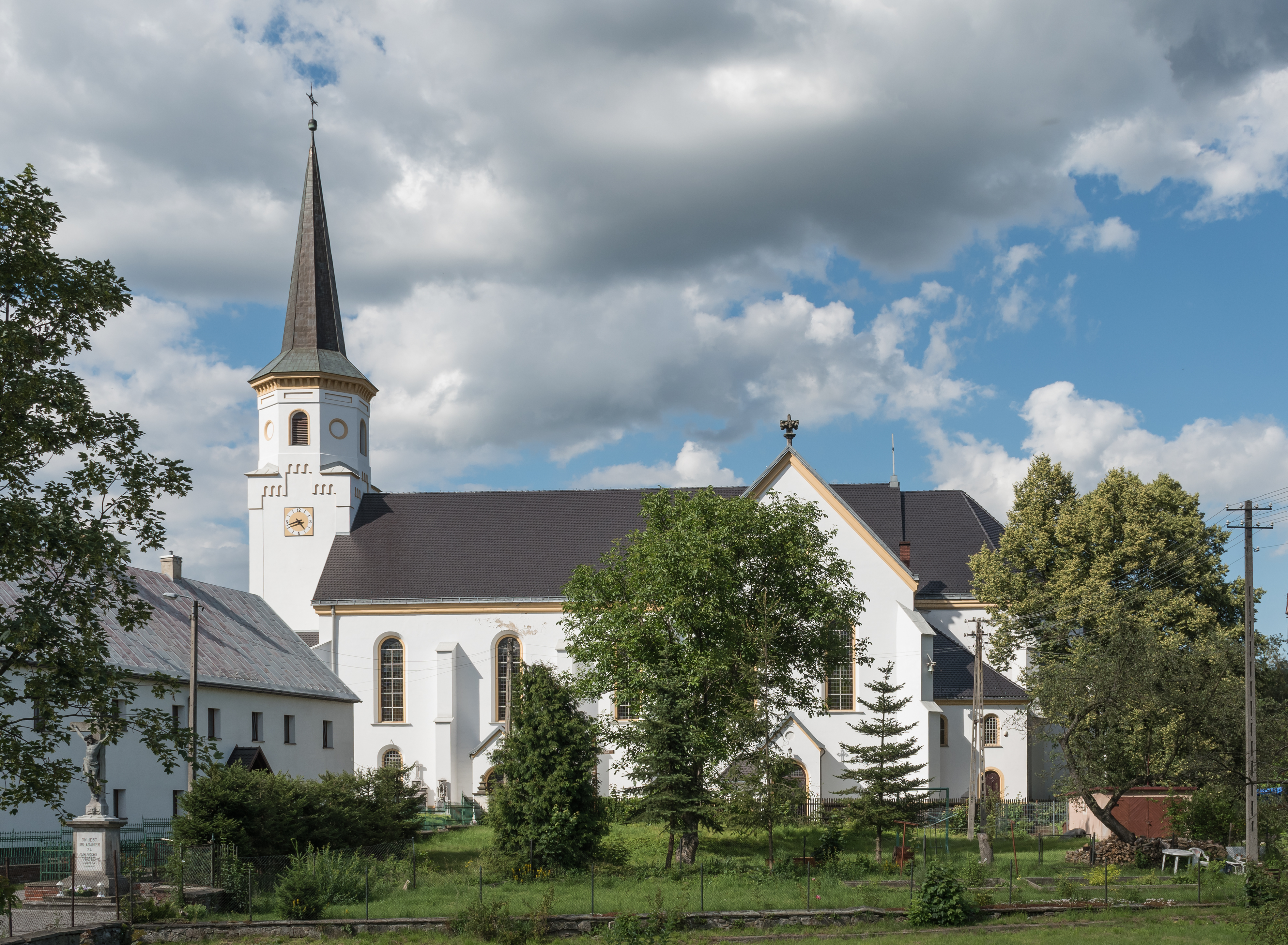
Kościół św. Jana Chrzciciela w Ołdrzychowicach Kłodzkich

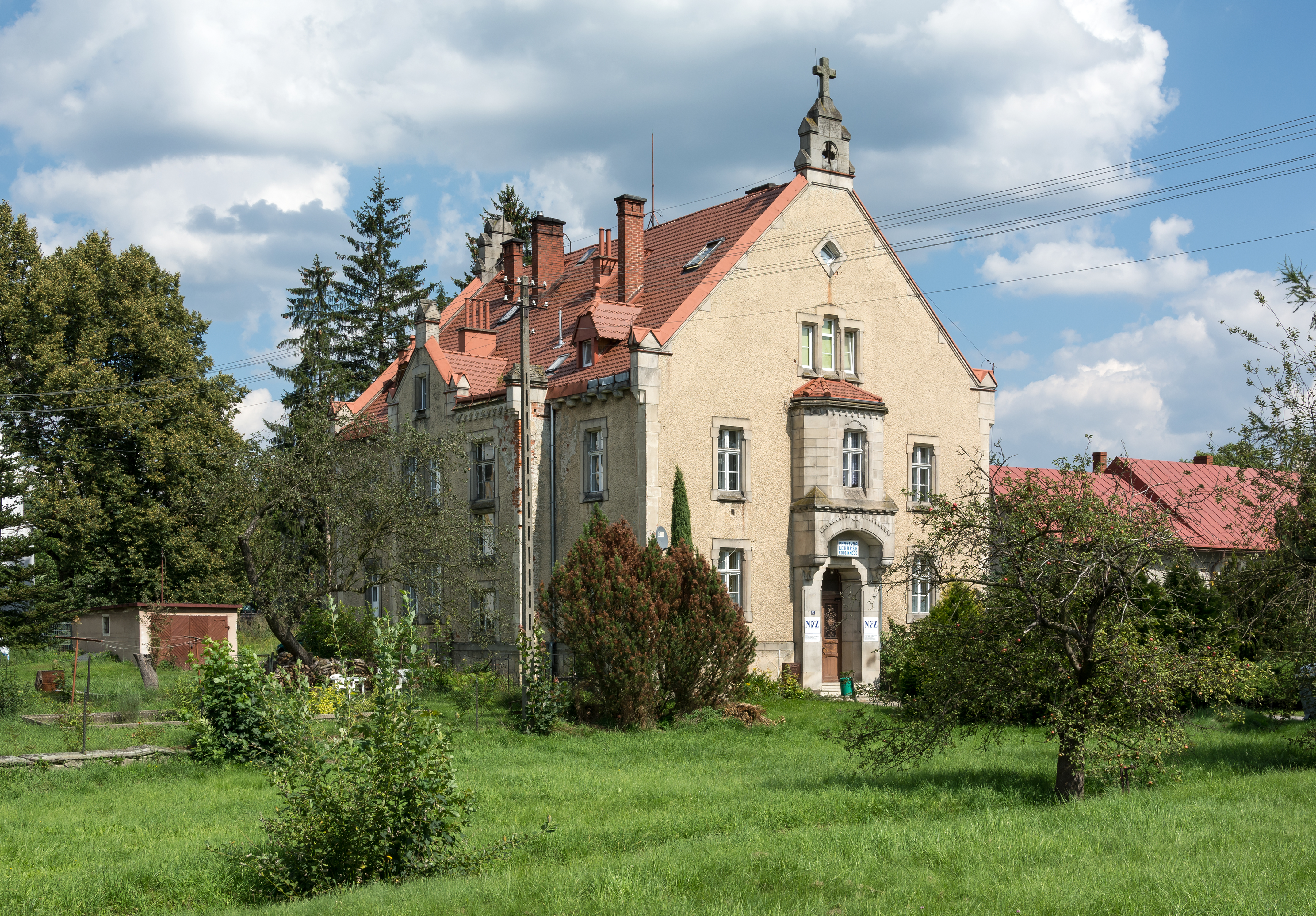
Ośrodek zdrowia w Ołdrzychowicach Kłodzkich

Ołdrzychowice Kłodzkie (niem. Ullersdorf) – wieś sołecka w Polsce, położona w województwie dolnośląskim, w powiecie kłodzkim, w gminie Kłodzko.
W latach 1954–1972 wieś należała i była siedzibą władz gromady Ołdrzychowice Kłodzkie. W latach 1975–1998 miejscowość administracyjnie należała do województwa wałbrzyskiego.

## Geografia

### Położenie geograficzne
Ołdrzychowice Kłodzkie są położone w Dolinie Białej Lądeckiej pomiędzy Wzgórzami Rogówki, należącymi do Kotliny Kłodzkiej na północnym zachodzie oraz Górami Złotymi na północnym wschodzie, a Krowiarkami, będącymi częścią Masywu Śnieżnika na południu. Od Kłodzka oddalone są o 9 km na południowy wschód. Od strony zachodniej graniczą z Żelaznem i Marcinowem, na północy z Jaszkową Górną i Rogówkiem, na wschodzie ze Skrzynką i Trzebieszowicami w gminie Lądek-Zdrój, a na południu z Romanowem.

### Warunki naturalne
Ołdrzychowice Kłodzkie należą do największych wsi łańcuchowych na ziemi kłodzkiej. Ich zabudowania ciągną się na długości 4 km nad Białą Lądecką, łącząc się na zachodzie z Żelaznem, zaś na wschodzie z Trzebieszowicami. W samej miejscowości do Białej uchodzi potok Brodek. Różnica wzniesień wynosi ok. 30 m. W najniższym punkcie wysokość wynosi ok. 330 m n.p.m., a w najwyższym - ok. 360 m n.p.m. Niewielkie lasy porastają tylko niektóre szczyty wzniesień, głównie Sośninę i Bukówkę, które górują nad miejscowością od północy. Najwyższym wzniesieniem jest Sarnica (552 m n.p.m.) znajdująca się na północy między Ołdrzychowicami a Rogówkiem. W 1745 r. wprowadzono do okolicznych upraw leśnych modrzew.

### Budowa geologiczna
Okolice wsi mają bardzo ciekawą budowę geologiczną. Na południe od niej, w Krowiarkach, znajdują się złoża marmurów dolomitycznych w postaci soczewek, które zawierają niemalże czysty dolomit, tzn. bez domieszek metali ciężkich. Należy ono do najczystszych i największych eksploatowanych złóż w Polsce. Jest on przerabiany w miejscowych zakładach w Romanowie Górnym, a następnie tabletkowany w Bytomiu i sprzedawany jako lek. Służy on także do wyrobów koncentratów paszowych i jako dodatek do nawozów mineralnych. W dolomitach i wapniach krystalicznych występują jako minerały główne kalcyt i dolomit, a ponadto m.in. muskowit, flogopit, piryt i tytanit. Większość okolicznych wzniesień zbudowana jest z łupków łyszczykowych, podrzędnie z amfibolitów. Z kolei wzniesienia na północnym wschodzie tworzą gnejsy, sjenity i granitoidy. Do Ołdrzychowic lodowiec dotarł okresie zlodowacenia środkowoeuropejskiego, którego pozostałościami są osady denne widoczne w dolinach rzecznych.

## Demografia
Ludność Ołdrzychowic Kłodzkich na przestrzeni stuleci kształtowała się w następujący sposób:
Ze względu na korzystne położenie oraz dogodne połączenia komunikacyjne wieś nie wyludniła się, a liczba jej ludności gwałtownie wzrastała od końca XVIII wieku, osiągając największy wskaźnik w 1910 roku, kiedy to jej liczebność wynosiła 2768 osób. Związane to było z rozwijającymi się na jej terenie zakładami przemysłowymi, przez co zatraciła częściowo swój rolniczy charakter. Po II wojnie światowej i przesiedleniu dotychczasowych mieszkańców w głąb Niemiec, ich miejsce zajęli polscy osadnicy pochodzący z terenów zabużańskich oraz Polski wschodniej, między innymi z rejonów Podkarpacia. Mimo tego sytuacja ludnościowa była ustabilizowana, a nawet zaznaczyła się tendencja zwyżkowa. Po transformacji ustrojowo-gospodarczej Polski po 1989 r. oraz zamknięciu wszystkich większych zakładów w miejscowości nastąpił pewien odpływ ludności, który jest tendencją ogólnopolską. Mimo to jej liczba kształtuje się na poziomie 2,5 tysiąca mieszkańców.

## Historia

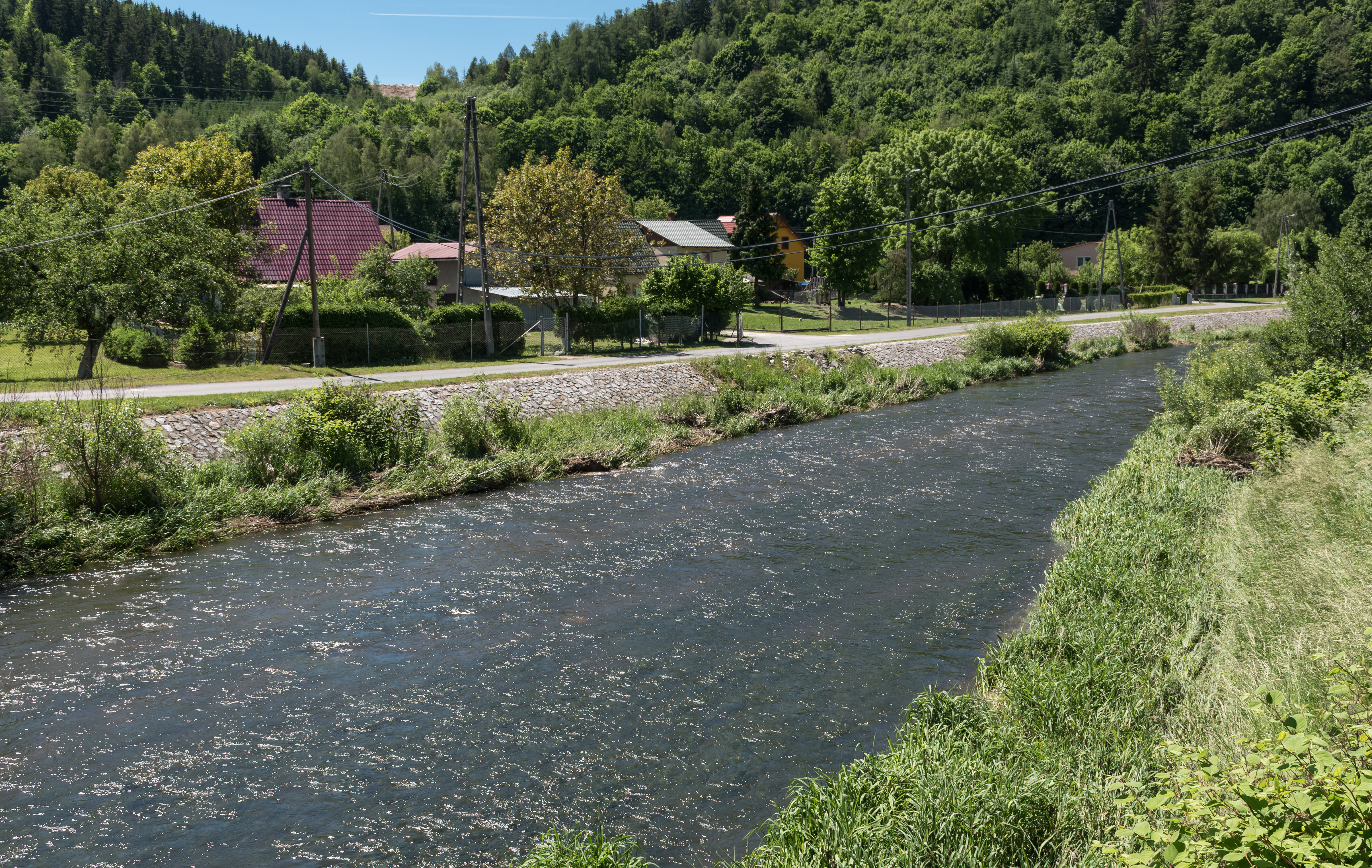
Biała Lądecka w Ołdrzychowicach Kłodzkich

| 1342 | Ullersdorf              |
| 1360 | ulrichstorf Ulricivilla |
| 1361 | Ulrichstorff            |
| 1378 | Ullwersdorff            |
| 1384 | Ulrici villa            |
| 1391 | Ulrichsdorf             |
| 1399 | Vlrichsdorff            |
| 1405 | Ulrici uilla            |
| 1494 | Ulersodorf Vlerdorf     |
| 1498 | Ulbrichtsdorf           |
| 1561 | Ullersdorf              |
| 1631 | Vlersdorff Ulersdorff   |
| 1945 | Sułkowa                 |
| 1946 | Ołdrzychowice Kłodzkie  |

### Początki wsi
Wiedza o początkach Ołdrzychowic Kłodzkich jest obecnie bardzo niewielka, co wynika z braku wielu źródeł historycznych z tego okresu oraz braku kompleksowych badań archeologicznych. W związku z tym należy odwołać się do hipotez. Wschodnia część ziemi kłodzkiej była we wczesnym średniowieczu słabo zaludniona. Na tym terenie istniały w tym okresie w bezpośrednim sąsiedztwie obecnej wsi takie osady jak: Żelazno i Trzebieszowice. W pierwszej połowie XIV wieku królowie czescy podjęli akcję kolonizacyjną na tym obszarze. W tym czasie powstały m.in. Ołdrzychowice, które ulokowano przy ważnym, starym szlaku handlowym zwanym Solną Drogą, który prowadził z Czech do Krakowa.
W zakładaniu osady uczestniczyła w większości ludność niemiecka oraz w mniejszym stopniu tubylcza ludność słowiańska. Wieś lokowano na tak zwanym surowym korzeniu, a akcją dowodził, jak się przypuszcza, niejaki Ulrich, od którego imienia miejscowość wzięła swoją nazwę Ulrichsdorf. Zasadźca wsi otrzymywał największy przydział ziemi i posiadał wiele przywilejów na terenie osady. Nosił on oryginalny tytuł na ziemi kłodzkiej - wolnego sędziego. Do połowy XIV wieku nie posiadamy jednak w ogóle wzmianek dotyczących wolnych sędziów w Ołdrzychowicach. Wieś została po założeniu nadana następnie rycerskiemu rodowi Knoblauchsdorfów w lenno.
Pierwsza historyczna wzmianka dotycząca wsi pochodzi z 1342 roku, kiedy to po raz pierwszy Knoblauchsdorfowie są poświadczeni jako właściciele wsi przy okazji umowy kupna-sprzedaży, w której są wymieniani jako świadkowie transakcji sprzedaży kilku łanów na ziemi kłodzkiej.

### Pod panowaniem czeskim
Średniowieczne dzieje wsi możemy analizować tylko i wyłącznie na podstawie zachowanych dokumentów kupna i sprzedaży oraz zachowanych do naszych czasów protokołów sądowych. Pierwszym znanym z imienia właścicielem wsi był Hanko Knoblauchsdorf. Trzydzieści lat później jako właściciel wolnego sędziostwa wymieniany jest Nikolas Ulersdorf. Późniejsi jego posiadacze często używali nazwiska von Ullersdorf - od nazwy wsi. W 1384 pojawia się pierwsza wzmianka historyczna dotycząca kościoła parafialnego. Przez cały ten czas istniało dziedziczne, wolne sędziostwo, które obejmując w 1413 jeden łan gruntów, stało się przedmiotem transakcji Wano i jego matką Mertin Wankinne, a Casparem von Ullrichsdorffem. W 1420 sędziostwo posiadała Margaretha, córka Jürga von Zaucha. W 1466 istniał tu duży folwark, którego właścicielem był w 1476 Petir Lauterbach. W 1481 wieś odwiedził biskup wrocławski, który poświęcił nowy kościół i ołtarz. W 1488 r. posiadaczem wolnego sędziostwa był Bertel Lischke. Pod koniec XV wieku posiadaczem lenna rycerskiego był przez pewien czas ród Haugwitzów.

### W monarchii Habsburgów
W nowy okres związany z panowaniem Habsburgów oraz reformacją Ołdrzychowice Kłodzkie weszły podzielone na cztery części, należące do Knoblauchsdorfów i Ullersdorfów. W 1557 r. ci pierwsi wznieśli w środkowej części wsi renesansowy dwór. Osada w tym czasie należała już do największych w okolicy, o czym świadczy wysokość płaconej w tym czasie dziesięciny. W tym samym czasie do wsi docierały prądy związane z reformacją i większość mieszkańców przeszła na protestantyzm, czego ukoronowaniem było przejęcie przez nich kościoła parafialnego w 1550 roku. Parafia znajdowała się w ich rękach do 1622. Do wsi należały także: Rogówka, Piotrówka i Romanowo.
Wiek XVII należał do bardzo trudnych i burzliwych w dziejach Ołdrzychowic. W czasie wojny trzydziestoletniej właściciele wsi podobnie jak mieszkańcy wyznający religię ewangelicką stanęli po stronie obozu protestanckiego. Po jego klęsce na Białej Górze (1622) wojska cesarskie prowadziły pacyfikację i rekatolicyzację hrabstwa kłodzkiego, a szlachta ołdrzychowicka utraciła swój majątek. Wcześniej, w 1621, chłopi z Ołdrzychowic, Skrzynki, Żelazna, Rogówka i Jaszkowej Górnej utworzyli związek obronny i wzniecili powstanie antykatolickie. Zostało ono zdławione przy użyciu wojsk saskich, w czasie których śmierć poniosło blisko 200 chłopów. Wieś podupadła, a jej właściciele zmieniali się bardzo często.
W latach 1666–1669 dolny dwór należał do rodu von Klinkovsky i stąd otrzymał nazwę Klinkerhofu. Ołdrzychowice nadal utrzymały swój słowiański charakter, a miejscowy proboszcz władał językiem czeskim. Na początku XVIII wieku miejscowość należała do największych w rejonie i zdołała się odbudować ze zniszczeń.

### Pod panowaniem pruskim
W 1742 na mocy pokoju wrocławskiego Śląsk i hrabstwo kłodzkie dostały się pod panowanie pruskie, co ostatecznie zostało usankcjonowane w 1763 (pokój w Hubertusburgu). Ołdrzychowice dzieliły się na dwie części, co wynikało ze skonfiskowania przez króla Prus Fryderyka II Wielkiego majątku należącego do Scheckendorfa. Został on następnie podarowany przez niego gen. por. von Lechwaldowi, hr. de la Motte Fouqué i płk. Puttkamerowi, którzy posiadali go do 1748. W tym okresie we wsi istniały: kościół, 2 dwory, 2 młyny wodne. W 1749 właścicielką wsi została hr. von Henim, która w 1761 przekazała majątek synowi, baronowi Karolowi von Henim. W 1765 r. jego części wsi zamieszkiwało 26 kmieci, 83 ogrodników (zagrodników) i 51 chałupników, w tym 17 rzemieślników. Natomiast druga część należała do hr. von Wallisa i zamieszkiwało ją 5 kmieci, 14 ogrodników i 4 chałupników, w tym tylko 1 rzemieślnik.
Na podstawie wykazu stworzonego przez Zimmermanna możemy dowiedzieć się, że w 1787 Ołdrzychowice Kłodzkie dzieliły się już na 4 części. Główna z nich należała do barona K. von Henima. Znajdował się tu dwór, 3 folwarki, kościół i szkoła oraz 2 młyny wodne, a mieszkało 26 kmieci oraz 119 zagrodników i chałupników. Drugą część posiadał hr. Ludwig Wilhelm von Schlabrendorf. Był tu folwark, a mieszkało 5 kmieci i 19 zagrodników oraz chałupników. Trzecią część stanowiło wolne sędziostwo, będące także w posiadaniu von Henima, w którym mieszkało 2 kmieci i 9 zagrodników. Czwartą część posiadał wolny kmieć, w którego włościach mieszkał 1 zagrodnik i 1 chałpunik. Łącznie we wsi było 23 rzemieślników. Do wsi należała ponadto część Romanowa.
W 1792 główną część Ołdrzychowic odziedziczył Gisbert von Henima, który w 1793 odsprzedał swój majątek hr. Antonowi von Magnisowi. W rękach tego rodu wieś znajdowała się do 1945. Należeli oni do jednych z bogatszych rodów na Śląsku. W końcu XVIII wieku przystąpili do rozbudowy folwarku przy dworze oraz dokonali przebudowy dworu na początku XX wieku.

### Dziewiętnaste stulecie
U progu XIX wieku rezydencja ołdrzychowicka Magnisów była tak znana, że 22 sierpnia 1800 roku zatrzymała się w niej królowa pruska Luiza, odbywająca z mężem Fryderykiem Wilhelmem III Hohenzollernem podróż po Śląsku. Zmierzała w tym czasie na kuracje do Lądka-Zdroju. Według niektórych relacji miała nawet tutaj nocować. Specjalnie na ten przyjazd hr Magnis założył przypałacowy park ze sztuczną grotą nazwany jej imieniem wraz z fontanną. Na Klekotce zbudowano altanę widokową, a jednym z punktów programu była asysta władczyni przy udoju krów, który odbywał się w sielankowo-ludowej atmosferze, co zrelacjonował jeden z towarzyszy podróży - ówczesny ambasador Stanów Zjednoczonych, John Quincy Adams (późniejszy prezydent). Pobyt władczyni upamiętnił także hr von Magnis, ustawiając w 1802 żeliwną kolumnę przy szosie w centrum wsi, która została odlana w jego hucie w Małej Panwi i uchodziła za wybitne osiągnięcie techniczne (pierwszy tej wielkości odlew). Miała 22,5 m wysokości i ważyła 25 tysięcy funtów. Odsłonięcia dokonał hr. von Reden, minister Śląska.
W pierwszej połowie XIX wieku Ołdrzychowice Kłodzkie stały się dużą i ludną wsią, w której rozwinął się przemysł. W 1816 wieś nadal dzieliła się na cztery części. W 1822 wrocławski kupiec Hermann Dietrich Lindheim założył pierwszą w Prusach maszynową przędzalnię bawełny. Do poruszania maszyn o 9000 wrzecion i ogrzewania pomieszczeń wprowadził napęd parowy, doprowadzając wodę specjalnym kanałem z rzeki. Następnie trwała rozbudowa zakładu: wzniesiono m.in. odlewnię oraz budynki mieszkalne dla robotników. Wieś w tym czasie przeżywała gospodarczy wzrost. Zakłady Lindheima zatrudniały blisko 900 ludzi. Przypuszcza się, że w jego fabryce powstała pierwsza na Śląsku lokomotywa parowa. W połowie XIX wieku Ołdrzychowice Kłodzkie miały już charakter przemysłowego osiedla. We wsi znajdował się kościół i szkoła wybudowana w 1837. Nauczał w niej nauczyciel i pomocnik nauczyciela. Oprócz tego był szpital, 3 młyny wodne, browar, gorzelnia, 2 wapienniki, 2 kamieniołomy, cegielnia o produkcji około 40 tysięcy cegieł, a także działało aż 83 różnych rzemieślników, zatrudniających do tego kilkudziesięciu czeladników. Wśród rzemieślników najliczniejszą grupę stanowili: tokarze, ślusarze, giserzy. Był też mechanik. Nadal wieś złożona była z czterech części, z których główna wraz z wolnym sędziostwem należała do von Magnisów. Obejmowała 224 domy, pałac, 3 folwarki, w których trzymano 1430 merynosów i 219 wołów. Za parkiem pałacowym znajdowała się osada fabryczna składająca się z 17 budynków i należąca do braci Lindheimów. W 1823 powstała w niej szkoła przyfabryczna, w której zatrudniony był nauczyciel. Mieściła się w budynku przędzalni, a przy niej zaś znajdował się zakład mechaniczny z odlewnią. Łącznie oba zakłady zatrudniały około 600 robotników. Druga część Ołdrzychowic, licząca 65 domów i folwark z 200 merynosami, posiadała Charlotta, wdowa po landgrafie zu Fürstenburg. Dwie pozostałe części należały do wolnych kmieci i składały się na nie odpowiednio 13 i 3 budynki oraz część kmieca w obrębie Romanowa.
W okresie wiosny ludów dochodziło w dobrach hr. von Magnisa do rozruchów spowodowanych odrabianiem przez chłopów pańszczyzny, a w 1885 w przędzalni wybuchł strajk, w którym uczestniczyło blisko 1000 robotników. Działała już wówczas organizacja związkowa. Wieś stale rozwijała się. W 1883 zbudowano kościół ewangelicki, a sześć lat później duże mauzoleum rodowe von Magnisów przy kościele parafialnym. Majątek von Magnisów obejmował 1895 morgów, a część hr. von Schlabrendorfa 554 morgi. 28 lutego 1874 został utworzony obwód urzędowy Ołdrzychowice (Amtsbezirk Ullersdorf), w skład której weszły gmina wiejska Ołdrzychowice, Rogówek oraz dobra szlacheckie: Ołdrzychowice Dolne (Niederullersdorf) i Ołdrzychowice Górne (Oberullersdorf).
Miejscowość uchodziła za bardzo atrakcyjną i malowniczą przez co zaliczano ją do romantycznych wsi hrabstwa kłodzkiego. Była ona celem specjalnych wycieczek kuracjuszy z Lądka-Zdroju. W 1889 był tu hotel, poczta z połączeniem telegraficznym, a także apteka. Pod koniec XIX w. doprowadzono do wsi linię kolejową z Kłodzka, którą otwarto w 1897, budując na skraju wsi stację kolejową. Paradoksalnie wpłynęło to na ograniczenie ruchu turystycznego, gdyż wieś teraz pomijano jadąc na kuracje do Lądka.

### Lata 1900–1945
Na początku XX wieku w części należącej do von Magnisów były już 2 szkoły, przędzalnia lnu, szpital, hotel i nadleśnictwo. W drugiej części miejscowości należącej do hr. von Oppersdorfów, powstała ich secesyjna willa i przędzalnia Löbeckescha. Przy starszej przędzalni znajdowała się elektrownia wodna. Wieś miała nadal spore znaczenie turystyczne. Działała tu grupa i punkt informacyjny Kłodzkiego Towarzystwa Górskiego (GGV). Oprócz hotelu działało 6 gospód. W okresie dwudziestolecia międzywojennego wieś nosiła tytuł oficjalnego letniska. Nadal działał hotel, parę gospód oraz kwatery prywatne z miejscami noclegowymi. W lecie funkcjonowało kąpielisko nad rzeką. W dolnej części wsi były dwa dwory oraz tartak. W 1930 r. dwór Oppersdorfów został przekazany franciszkankom szpitalnym. W latach II wojny światowej działania wojenne nie dotknęły bezpośrednio wsi do czasu przesuwania się frontu w kierunku zachodnim. 8 maja 1945 do Ołdrzychowic Kłodzkich wkroczyły oddziały Armii Czerwonej, które w ciągu dwóch dni dokonały dewastacji dóbr rodowych von Magnisów, między innymi paląc wnętrza pałacu i ich bogatą bibliotekę.

### W granicach Polski

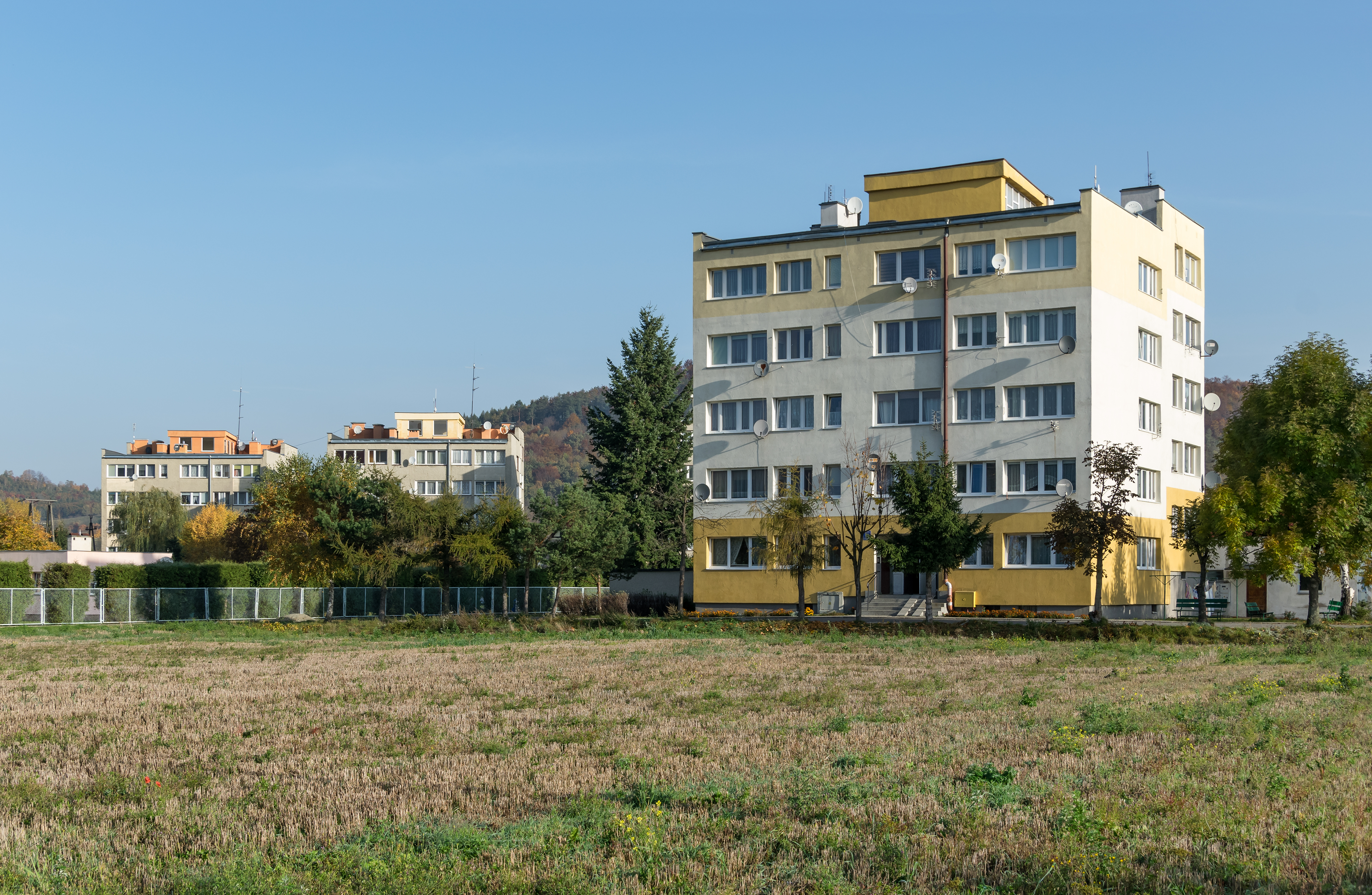
Osiedle z wielkiej płyty wzniesione w latach 70. XX wieku

Rezultatem drugiej wojny światowej było przyłączenie m.in. ziemi kłodzkiej do Polski. Na konferencji jałtańskiej mocarstwa zgodziły się także na przeprowadzenie masowych wysiedleń ludności w związku z podjętymi zmianami granic. Ullersdorf został włączony do Polski - początkowo jako Sułkowa, ostatecznie jednak przyjęto nazwę Ołdrzychowice. Dotychczasowi mieszkańcy wsi zostali wysiedleni do Niemiec (do 1947), zaś na ich miejsce przybyła ludność polska. W tym czasie nowi mieszkańcy założyli jedną z pierwszych na ziemi kłodzkiej ochotniczych straży pożarnych.
Po 1945 wieś utrzymała swój rolniczo-przemysłowy charakter. Ze znacznej części znacjonalizowanego majątku Magnisów (w tym z pałacu) utworzono PGR. Wielu mieszkańców znajdowało zatrudnienie w Zakładach Przemysłu Lnianego „Lech” (dawne zakłady Lindheima). Działała także fila Kłodzkich Zakładów Metalowych Kłomet i filia Zakładów Elektrotechniki Motoryzacyjnej. W 1946–1947 założono pod patronatem fabryki klub sportowy ZKS „Lech” Ołdrzychowice. W latach 70. przystąpiono do budowy nowego osiedla bloków mieszkalnych w rejonie ulicy Sportowej i oddano tam do użytku nowy budynek szkolny. Niedofinansowanie oraz brak nowych technologii spowodował w kolejnych latach powolny upadek ZPL „Lech”, co widoczne było chociażby w tym, że pracowano jeszcze na sprzęcie z połowy XIX wieku. Przełomem były lata 90., kiedy w wyniku transformacji gospodarczej zamknięto zakład, a pracę straciło wielu mieszkańców wsi oraz okolicznych miejscowości. W lipcu 1997 wieś znacznie ucierpiała w wyniku powodzi tysiąclecia. 11 lat później miało miejsce kolejna powódź, jednak jej skutki nie były tak katastrofalne.
W wrześniu 2024 wieś została zniszczona przez powódź. W pierwszych tygodniach pomoc nadciągała z wielu regionów Polski. Wojsko, jednostki OSP ale także cywile przywozili najpotrzebniejsze rzeczy oraz pomagali przy usuwaniu zniszczeń.

## Zabytki

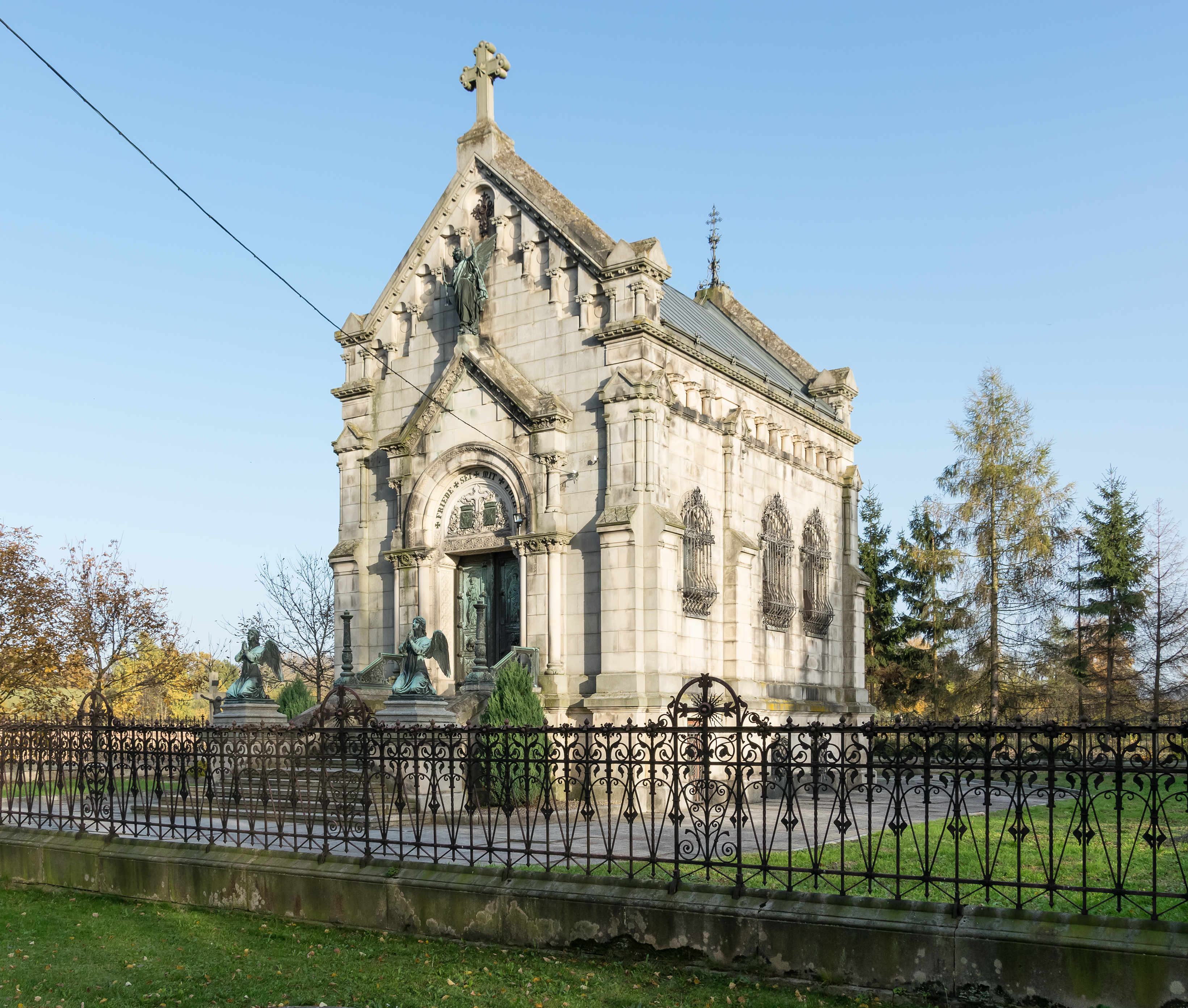
Mauzoleum von Magnisów przy kościele parafialnym

Ołdrzychowice Kłodzkie zachowały swój pierwotny układ rozbudowanej wsi łańcuchowej, lecz jest on obecnie mało czytelny, ze względu na to, że główna ulica (Kłodzka) została zabudowana równoległymi, połączonymi przecznicami. Zaburzenia tego układu wprowadziły także późniejsze obiekty przemysłowe. We wsi zachowało się wiele zabytków, które jednak uległy znacznej przebudowie.
Do wojewódzkiego rejestru zabytków wpisane są obiekty:
- kościół parafialny pw. św. Jana Chrzciciela pierwotny kościół wzmiankowany w 1392 r. jako siedziba katolickiej parafii. Początkowo pod wezwaniem św. Katarzyny. Od 1768 r. jedynym jego patronem jest św. Jan Chrzciciel. Obecna budowla powstała w latach 1867-1870 - druga poł. XIX w. w stylu eklektycznym (z wykorzystaniem elementów z poprzednich świątyń), ul. Kłodzka[46].

- mauzoleum Hrabiów Rzeszy von Magnis znajduje się obok kościoła. Zbudowane w 1889 r. w stylu neoromańskim. Mieści się w nim grobowiec rodu von Magnisów. Wewnątrz marmurowa dekoracja. Przed wejściem znajdują się dwie żeliwne figury aniołów.

- zespół pałacowy, z drugiej połowy XIX, ul. Kłodzka 25:
- pałac von Magnisów, jego początki sięgają XVI wieku, kiedy powstała znajdująca się w środkowej jego części rycerska wieża mieszkalna zbudowana w stylu renesansowym. w kolejnych stuleciach dobudowano do niej obecny pałac. W XVIII wieku dokonano jego przebudowy w stylu barokowym[47]. Przez XIX w. był poddawany renowacji przez ród von Magnisów, dla którego stał się jedną z siedzib w stylu klasycystycznym. Dzisiaj po dawnej świetności nie pozostał prawie żaden ślad. Po II wojnie światowej zgromadzonymi przez Niemców dobrami, skradzionymi z innych pałaców, zainteresowali się Rosjanie, którzy wywieźli z Ołdrzychowic, co tylko się dało. Także sam budynek pałacu, który w latach 1949-90 był siedzibą PGR-u, niszczeje od wielu lat i jego stan jest dzisiaj bardzo zły[48].

- park pałacowy, po drugiej stronie rzeki Białej Lądeckiej znajduje się park założony na przełomie XIX i XX wieku z okazji wizyty królowej Luzy i jej małżonka Fryderyka Wilhelma III, którzy odwiedzili rezydencję Antoniego Aleksandra von Magnisa w 1800 roku podczas wizyty w uzdrowisku w Lądku-Zdroju. Dla upamiętnienia tej wizyty hrabia von Magnis ufundował żeliwny obelisk w centrum wsi, mający 25 m wysokości, wykonany w 1802 w hucie w Ozimku. Sam park utrzymany był w stylu antycznym, ale do dziś z jego greckiego założenia zachowały się tylko jego resztki.
- budynki gospodarcze – stajnie
- dwa pawilony parkowe, drewniane
- zespół dworski, z XVIII i XIX wieku, ul. Polna
- dwór Oppersdorfów z XVIII w, przebudowywany na przełomie XIX i XX wieku. W 1930 roku dwór hrabina von Oppersdorf ofiarowała siostrom zakonnym. Obecnie jest to dom macierzysty sióstr franciszkanek.

- park
- zespół budynków przemysłowych, z l. 1907-16, ul. Fabryczna 1
  - elektrownia wodna
  - hala czesanki
  - hala przędzalni
- młyn wodny (z urządzeniami), z połowy XIX wieku, ul. Młyńska 7
- dworzec kolejowy, z końca XIX wieku, ul. Kolejowa 7

inne zabytki:
- kościół poewangelicki z 1883, przebudowany ze szkoły ewangelickiej, jest to budynek murowany, dwukondygnacyjny z wysuniętym ryzalitem, obecnie służy jako budynek mieszkalny parafii rzymskokatolickiej.

## Edukacja

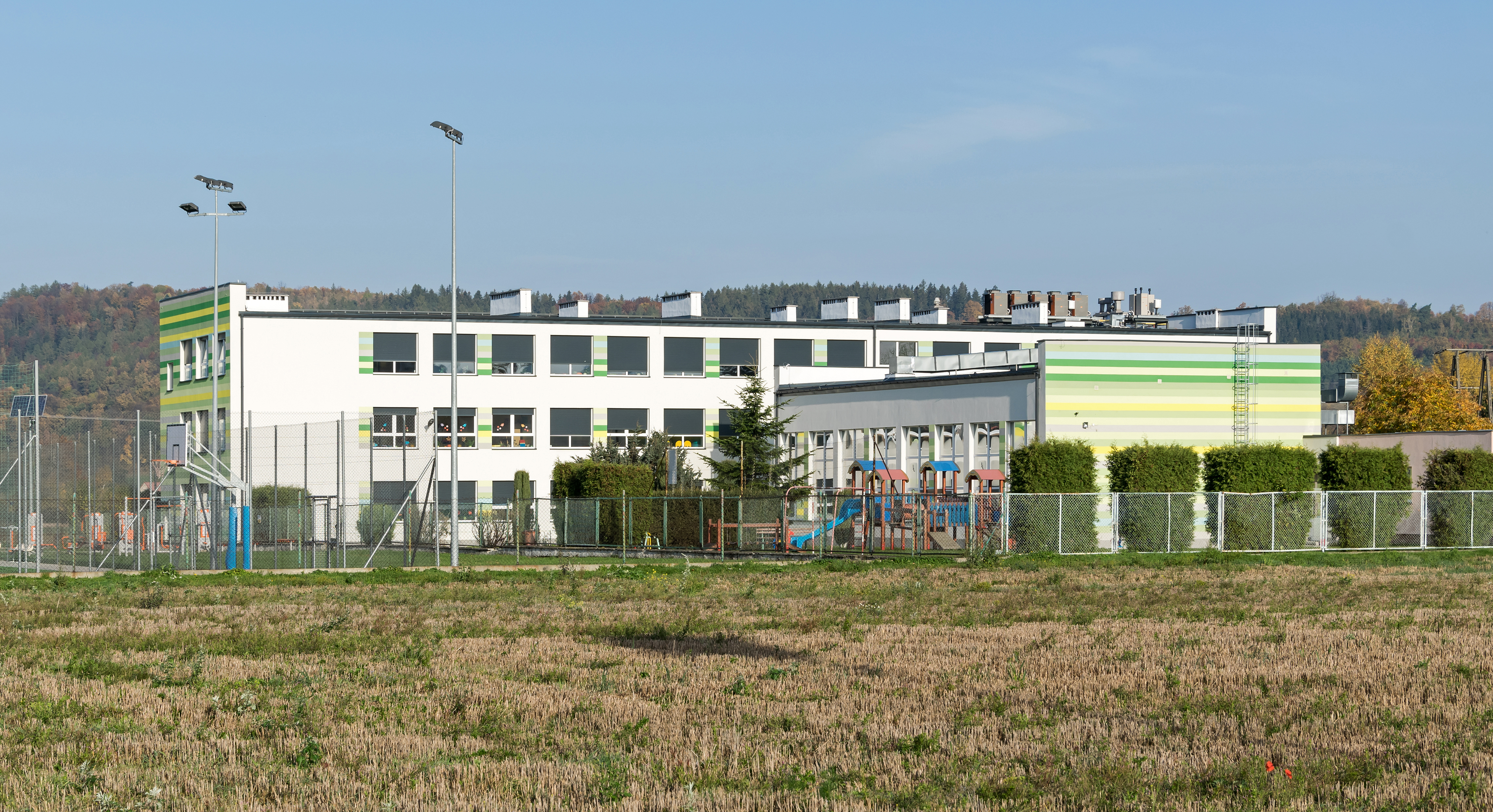
Szkoła Podstawowa im. W. Sikorskiego

W Ołdrzychowicach Kłodzkich od czasów nowożytnych działała szkoła katolicka znajdująca się w budynku położonym przy parafii, który jako murowany obiekt powstał w XVIII wieku. W związku z rozwojem osady, wzrostem liczby mieszkańców w XIX wieku oraz zwiększeniem się społeczności protestanckiej we wsi powstała, z inicjatywy przemysłowca Hermanna Dietricha Lindheima, niewielka szkoła ewangelicka. W okresie dwudziestolecia międzywojennego w Ołdrzychowicach Kłodzkich działały trzy szkoły elementarne, z czego dwie należały do katolików. Nauczali w nich: Sarmebe, Nowak oraz Ruprecht (ewangelik).
Po 1945 we wsi otwarto szkołą podstawową mieszczącą się w budynku po dawnej szkole katolickiej przy ul. Kłodzkiej. Ze względu na jej nieprzystosowanie do aktualnych potrzeb edukacyjnych w połowie lat 70. XX wieku przystąpiono do budowy nowego obiektu położonego w rejonie ul. Sportowej. Ostatecznie oddano go do użytku w 1979. W 1985 nadano szkole imię gen. Władysława Sikorskiego, a wydarzenie to upamiętnia obelisk z popiersiem patrona, który znajduje się przed głównym wejściem do budynku. Od 1998 funkcję dyrektora pełni Krzysztof Pindral, absolwent Akademii Wychowania Fizycznego we Wrocławiu. Młodsze dzieci mogą uczęszczać do znajdującego się przy ul. Osiedlowej 7 przedszkola. Młodzież w wieku 13-16 lat pobiera naukę na poziomie gimnazjalnym w Gimnazjum Gminnym im. Władysława Reymonta w Kłodzku.

## Kultura

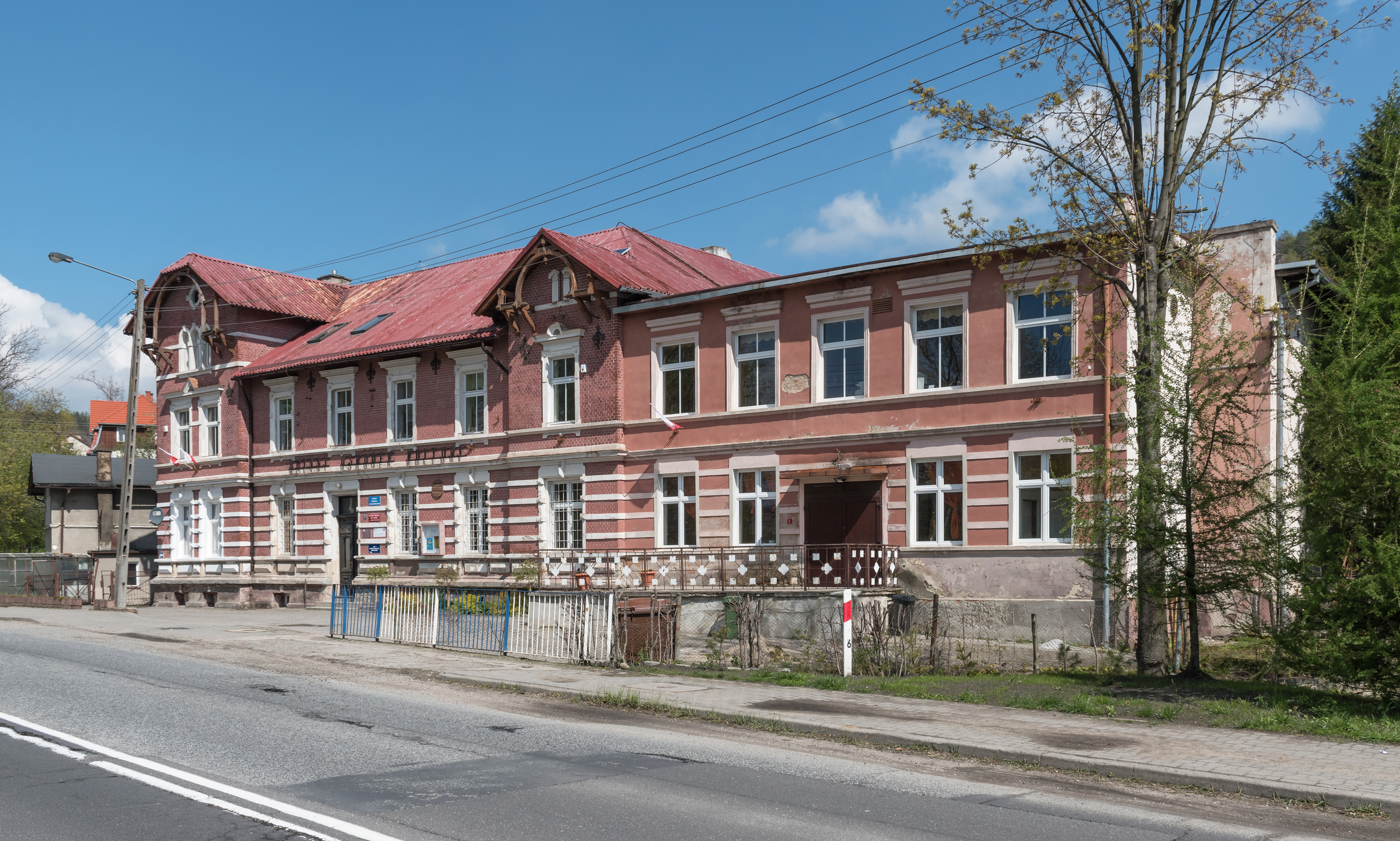
Gminny ośrodek kultury w Ołdrzychowicach Kłodzkich

Głównym animatorem życia kulturalnego we wsi jest mający tu swoją siedzibę Ośrodek Kultury Sportu i Rekreacji Gminy Kłodzko. Znany jest on z wielu znaczących inicjatyw i działań kulturalnych. Posiada dużą, ale wymagającą remontu salę widowiskową ze sceną, ekranem kinowym i balkonami. Organizuje koncerty i festyny w sezonie letnim. W tym samym budynku znajduje się również Biblioteka Publiczną Gminy Kłodzko oraz Gminne Centrum Informacji.
W Ołdrzychowicach Kłodzkich działa od 1959 Koło Gospodyń Wiejskich, które prezentuje często miejscowość oraz gminę na wielu imprezach. Przepisy miejscowych gospodyń znajdują się m.in. w folderze Kłodzkie smaki i klimaty.
Dużą sławę w kraju zdobył zespół śpiewaczy Jaskier założony w 1999. Występuje w strojach ludowych wzorowanych na starych strojach dolnośląskich z XIX wieku. Otrzymał wiele wyróżnień i nagród, między innymi na Festiwalu Przyśpiewek Ludowych, I nagroda w 2002, Międzynarodowym Festiwalu „Tęcza Polska”, Międzynarodowym Przeglądzie Zespołów Ludowych Ziem Pogranicza „Róża Kłodzka”. Przy kościele parafialnym ponadto działa chór, powstały w 1980 roku.

## Religia
Początki chrześcijaństwa na terenie Ołdrzychowic Kłodzkich owiane są mgłą tajemnicy, która wynika z faktu, iż do naszych czasów nie zachowało się zbyt wiele źródeł dotyczących tego okresu. Pierwsza wzmianka dotycząca ołdrzychowickiej parafii pochodzi z 1360 roku Należy jednak domniemywać, że powstała ona wraz z założeniem wsi w pierwszej połowie XIV wieku z wydzielenia z parafii św. Andrzeja w Trzebieszowicach, która powstała jako jedna z pierwszych na ziemi kłodzkiej, w połowie XIII wieku. W wieku XVI w Ołdrzychowicach pojawili się protestanci, którzy zdołali przejąć tutejszą parafię, a w których rękach znajdowała się do XVII wieku. Wraz z przejęciem Śląska i ziemi kłodzkiej przez Prusy w 1742 ewangelicy mogli swobodnie szerzyć swoją wiarę. Ich liczba we wsi wzrosła wraz z jej rozbudową i uprzemysłowieniem w XIX wieku. W latach 40. tego stulecia wybudowano na jej terenie niewielki kościół ewangelicki, będący filią kłodzkiej parafii ewangelickiej. Swoją posługę pełnił w nim jeden pastor. W 1939 Ołdrzychowice zamieszkiwało blisko 2700 mieszkańców, w większości katolików. Ponadto we wsi żyło 145 ewangelików.
Po II wojnie światowej w Ołdrzychowicach osiedleni zostali w przeważającej większości katolicy. W związku z tym kłodzka gmina ewangelicko-augsburska przekazała dawne obiekty należące do ewangelików, w tym kościół ze szkołą - parafii katolickiej. Parafia św. Jana Chrzciciela została wyłączona z archidiecezji praskiej do polskiej części administratury apostolskiej archidiecezji wrocławskiej ze stolicą we Wrocławiu. Oficjalnie w 1972 weszła ona w skład archidiecezji wrocławskiej i dekanatu kłodzkiego, po którego podziale w 1983 wyodrębniono na wschodzie z ziem dawnego wielkiego dekanatu kłodzkiego - dekanat ołdrzychowicki, który funkcjonował do przełomu XX/XXI wieku, kiedy przeniesiono urząd dziekański do Lądka-Zdroju. Od 2004 parafia ołdrzychowicka znajduje się w nowo utworzonej diecezji świdnickiej.
W Ołdrzychowicach Kłodzkich znajduje się dom prowincjonalny zakonu franciszkanek szpitalnych, mieszczący się w byłym pałacu Oppersdorfów.

## Administracja
Ołdrzychowice Kłodzkie ze względu na swoje rozmiary do 1945 stanowiły wieś gminną. Po zakończeniu II wojny światowej znalazły się w granicach Polski. Weszły w skład województwa wrocławskiego, powiatu kłodzkiego i gminy Krosnowice. Po likwidacji gmin w 1954 i powołaniu w ich miejsce gromad, Ołdrzychowice zostały wsią gromadzką. Po zmianach w administracji terenowej w latach 70. XX wieku osada weszła na krótko w skład gminy Żelazno, a następnie gminy Kłodzko i województwa wałbrzyskiego.
Znacząca zmiana miała miejsce w 1990, kiedy to na terenie gminy utworzono sołectwa (jako jednostkę pomocniczą gminy), którego jedna z siedzib znalazła się w Ołdrzychowicach Kłodzkich. Na jego czele stoi sołtys, mający do pomocy radę sołecką.
Mieszkańcy wsi wybierają do Rady Gminy Kłodzko jednego radnego (co 4 lata). W wyborach samorządowych z 2014 radnym z Ołdrzychowic Kłodzkich został wybrany Marcin Bednarz.
W Ołdrzychowicach Kłodzkich ma swoją siedzibę Zakład Gospodarki Mieszkaniowej i Komunalnej Gminy Kłodzko.

## Gospodarka
| Rodzaj               | Powierzchnia (ha) | %      |
| -------------------- | ----------------- | ------ |
| użytki rolne         | 982               | 63.01% |
| tereny zamieszkane   | 200               | 12,84% |
| lasy                 | 376               | 24,15% |
| Powierzchnia wsi (Σ) | 1558              | 100%   |

Powierzchnia wsi wynosi 1558 ha, będąc w ten sposób szóstą co do wielkości wsią w gminie Kłodzko, z czego większą część stanowią użytki rolne, z których przeważają łąki i pastwiska, natomiast lasy porastają tylko wzniesienia na północy i południu wsi. Użytki rolne, położone na stosunkowo dobrych glebach zajmują szeroką i płaską dolinę Białej Lądeckiej Ołdrzychowice Kłodzkie są wsią o charakterze osiedla rolniczo-przemysłowego. W 1978 znajdowały się tutaj 133 gospodarstwa rolne, ale pełnorolnych było tylko 75. Działał też SKR i PGR ulokowany w byłym pałacu Magnisów. Wyłącznie z pracy w rolnictwie utrzymywało się 17% ludności czynnej zawodowo. Dziesięć lat później łączna liczba gospodarstw wynosiła tylko 72, ale wyłącznie z pracy na roli utrzymywało się aż 87% mieszkańców. Miejscowość była liczącym się ośrodkiem przemysłowym ziemi kłodzkiej. Działały tu duże zakłady przemysłu lniarskiego „Lech” oraz mniejsze zakłady metalowe („Kłomet”) i elektrotechniczne oraz zakłady rzemieślnicze.
Początek lat 90. XX wieku nie był udany dla gospodarki wsi, ponieważ wraz z transformacją ustrojowo-gospodarczą kraju upadkowi uległy wszystkie znajdujące się w Ołdrzychowicach zakłady przemysłowe oraz PGR-y, co spowodowało gwałtowny wzrost bezrobocia na tym obszarze, gdyż większość mieszkańców znajdowała w nich zatrudnienie. W celu zapobieżenia zubożeniu ludności próbowano reaktywować dawną funkcję wczasowo-turystyczną, poprzez tworzenie gospodarstw agroturystycznych. Wielu mieszkańców dojeżdża obecnie do pracy w sąsiednich miejscowościach, głównie Kłodzka.
Wieś posiada różnorodną infrastrukturę handlowo-usługową w postaci wielu prywatnych sklepów wielobranżowych.

## Infrastruktura

### Transport

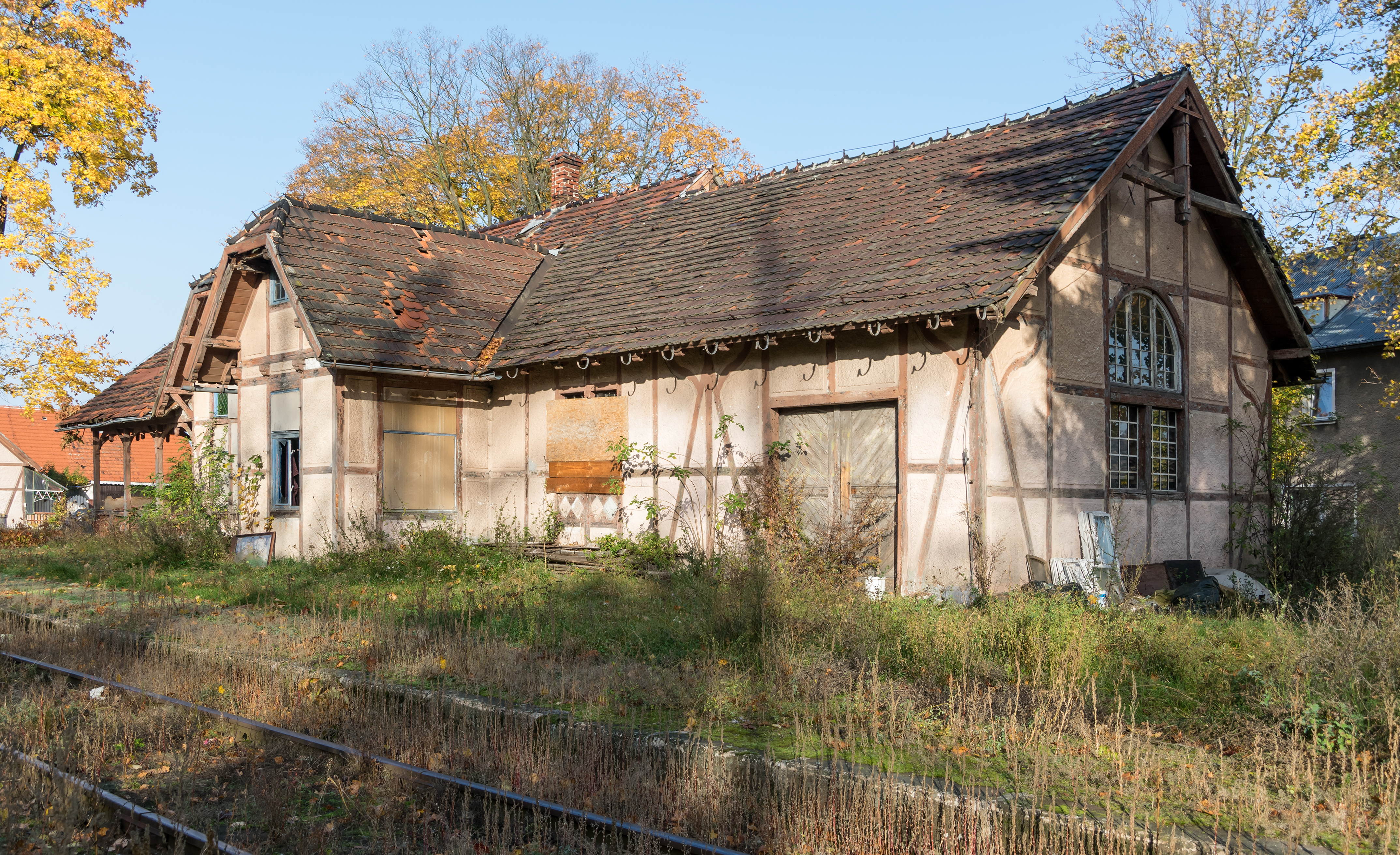
Stacja kolejowa (2017 rok)

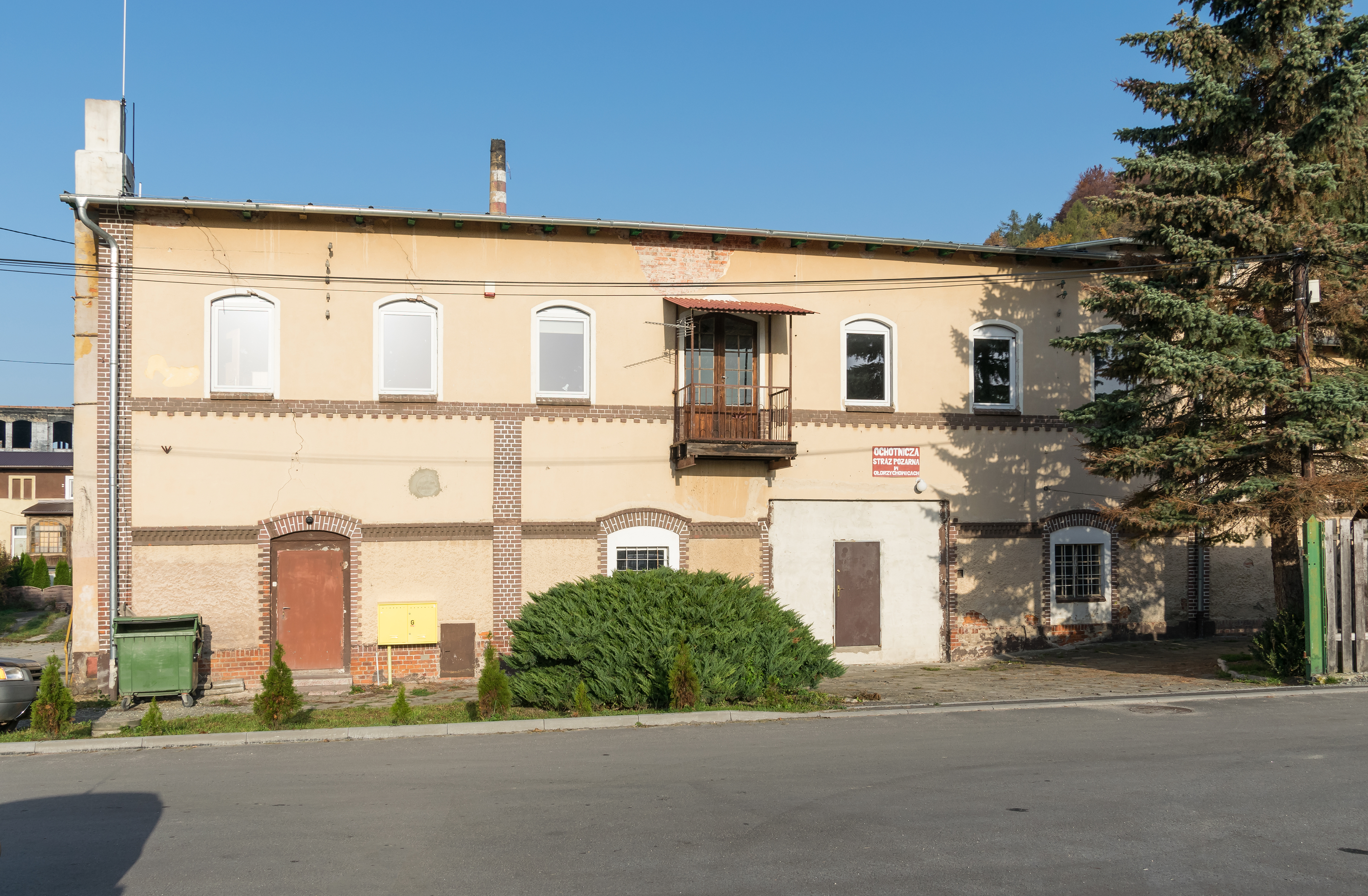
Remiza OSP

Przez środek wsi przechodzi bardzo ruchliwa droga wojewódzka nr 392, biegnąca z Żelazna do Bystrzycy Kłodzkiej przez Stronie Śląskie, będąca szczególnie często uczęszczana w sezonie zimowym jak i letnim, ponieważ zapewnia ona doskonałe połączenie z kurortem w Lądku-Zdroju oraz masywem Śnieżnika. We wsi znajdują się trzy przystanki autobusowe Komunikację autobusową na obszarze Ołdrzychowic Kłodzkich obsługuje PKS Kłodzko.
Przez wieś przechodzi linia kolejowa nr 322 z Krosnowic do Stronia Śląskiego. Trasa ta została otwarta do użytku w 1897. W południowej części osady znajduje się stacja kolejowa Ołdrzychowice Kłodzkie. Ruch pasażerski wstrzymano w 2004. Obecnie planuje się przywrócenie kursowania na tej trasie szynobusów należących do Kolei Dolnośląskich.

### Bezpieczeństwo
W zakresie ochrony przeciwpożarowej oraz innych miejscowych zagrożeń – Ołdrzychowice Kłodzkie podlegają pod rejon działania Powiatowej Straży Pożarnej oraz Komendzie Powiatowej Policji w Kłodzku. Działa też Ochotnicza Straż Pożarna w Ołdrzychowicach Kłodzkich powstała już w 1945, która dysponuje nową remizą, mieszczącą się w jednym z budynków należących dawniej do zakładu lniarskiego „Lech”.
Jeżeli idzie o służbę zdrowia, dawniej we wsi działał szpital, który obecnie pełni funkcję przychodni. Niedaleko znajduje się poradnia lekarza rodzinnego oraz budynek apteki i ośrodek zdrowia.

## Sport i rekreacja
W Ołdrzychowicach Kłodzkich pierwsze boisko powstało w 1. połowie XX wieku za kościołem parafialnym. We wsi od 1947 działał klub sportowy „Lech” Ołdrzychowice, którego najważniejszą sekcją była sekcja piłkarską. Wchodził on w skład Ludowych Zespołów Sportowych. W latach 60. XX wieku na potrzeby kluby zostało zbudowane nowe boisko przy ul. Sportowej. Największym sukcesem tej lokalnej drużyny było uczestnictwo w rozgrywkach klasy okręgowej w latach 80. XX wieku oraz awans w sezonie 1987/1988 do IV ligi, z której wkrótce spadła. W 2007 na skutek braku funduszy i kadry zespół został wycofany z rozgrywek klasy B. We wsi do tej pory istnieje boisko sportowe znajdujące się przy ul. Sportowej. Drużyna piłkarska została reaktywowana w 2011 roku jako „Lechia” Ołdrzychowice.
Wielką popularnością cieszy się  czarny szlak turystyczny im. J. Szczypińskiego prowadzący z Bystrzycy Kłodzkiej do Złotego Stoku przez Ptasznik.
W ostatnich latach na okolicznych wzniesieniach uprawiane jest paralotniarstwo.

## Osoby związane z Ołdrzychowicami
- Kazimierz Adamajtis - rzeźbiarz ludowy.
- Aloys Bach (1770-1845), rektor kłodzkiego kolegium jezuickiego, autor Urkundlichen Kirchengeschichte der Grafschaft Glaz von der Urzeit bis auf unsere (Udokumentowana historia Kościoła Hrabstwa Kłodzkiego od czasów najdawniejszych do naszych dni), dzieła podstawowego do historii ziemi kłodzkiej.
- Johannes Gründel (ur. 1929), profesor teologii moralnej na Uniwersytecie Ludwika i Maksymiliana w Monachium.
- Bruno Kiefel (1877-1955), pochodził z Trzebnicy, nauczyciel w Ołdrzychowicach od 1897, kompozytor i dyrygent; autor kilkudziesięciu utworów muzyki kościelnej i chóralnej.
- Przemysław Jurek (ur. 1975), poeta, satyryk, krytyk filmowy.
- Joseph Kögler (1765–1817), ojciec nowoczesnej kłodzkiej historiografii, proboszcz parafii w Ołdrzychowicach Kłodzkich w latach 1807–1817.
- Hermann Dietrich Lindheim (1790-1860), przemysłowiec, twórca pierwszej w Prusach mechanicznej przędzalni bawełny.
- August Marx (1882-1946), pochodził z Paszkowa, nauczyciel, dyrygent i kompozytor, pisarz, wykorzystujący w swej twórczości motywy regionalne.
- Gustaw Olbricht (1851-1892), malarz, uczeń Adolfa Dresslera, konserwator w Muzeum Sztuk Pięknych we Wrocławiu od 1880 r.
- Franz Schmidt (1898-1967), skrzypek, zmarł w Lörrach.
- Jan Szczypiński (1893-1981), działacz turystyczny.